# Hekataios (Toreut)
Hekataios (griechisch Ήκαταῖος, latinisiert Hecataeus) war ein antiker griechischer Toreut (Metallarbeiter) unbekannter Zeitstellung.
Hekataios ist einzig von zwei kurzen Erwähnungen in der Naturgeschichte Plinius des Älteren bekannt. Laut Plinius gehörte Hekataios zu den Toreuten, die ihre Werke aus Silber herstellten. Zuzuschreibende Werke sind nicht überliefert.

## Einzelbelege
1. ↑  Plinius, Naturalis historia 33, 156 und 34, 85.

| Personendaten    | Personendaten                                      |
| ---------------- | -------------------------------------------------- |
| NAME             | Hekataios                                          |
| ALTERNATIVNAMEN  | Ήκαταῖος (altgriechisch); Hecataeus (latinisiert)  |
| KURZBESCHREIBUNG | antiker griechischer Toreut                        |
| GEBURTSDATUM     | zwischen 7. Jahrhundert v. Chr. und 1. Jahrhundert |
| STERBEDATUM      | zwischen 7. Jahrhundert v. Chr. und 1. Jahrhundert |